# 惠比壽站

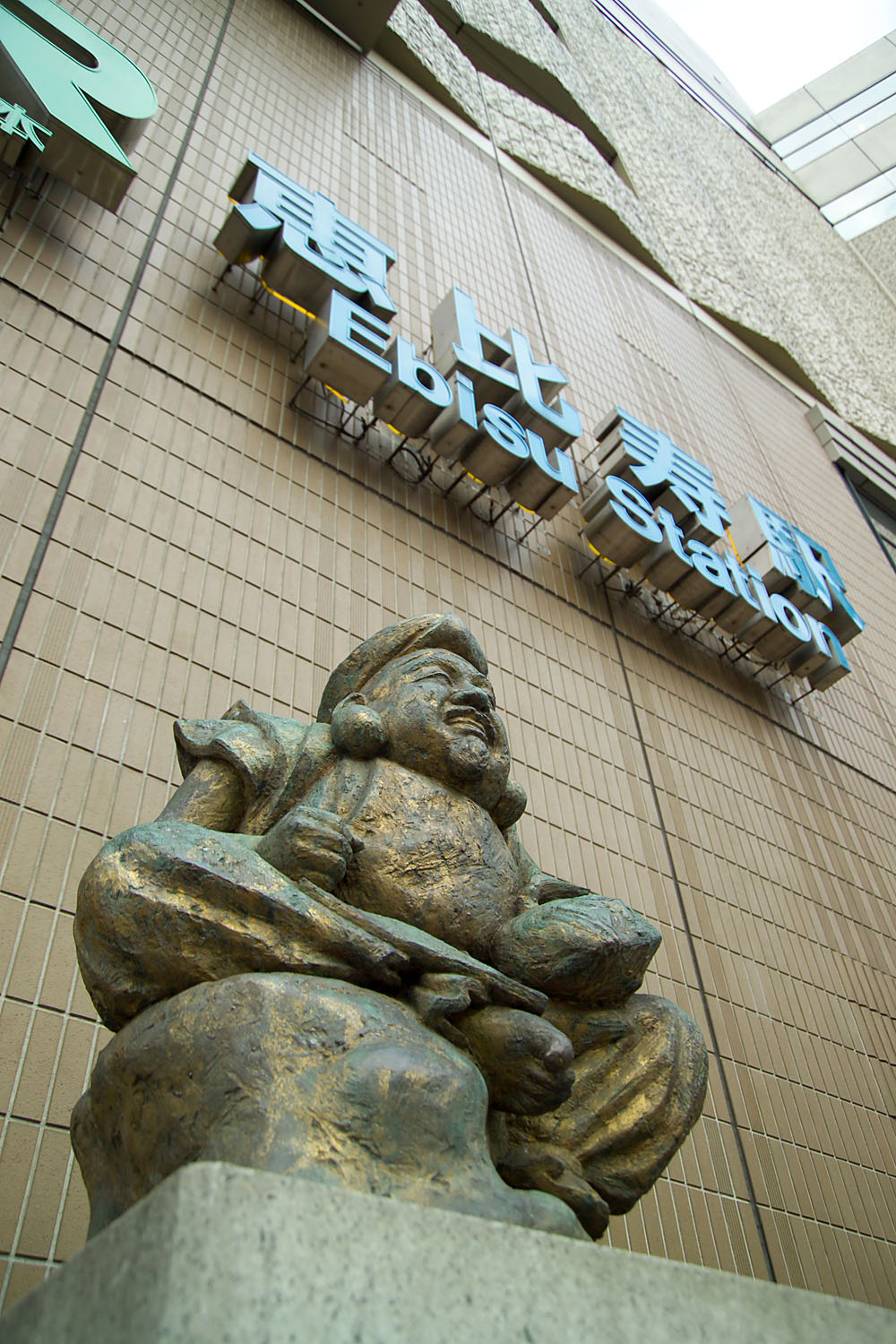
站外擺放的惠比壽像

惠比壽站（日语：／ Ebisu eki */?）是位於日本東京都澀谷區惠比壽南一丁目，屬於東日本旅客鐵道（JR東日本）、東京地下鐵的鐵路車站。此站是澀谷區內最南的鐵路車站。

## 停靠路線
此站有JR東日本各線（後述）、東京地下鐵日比谷線停靠，是轉乘站。東京地下鐵車站編號為「H 02」。另外，JR東日本車站附有「 EBS 」的3字母簡寫。
JR東日本的路線在軌道名稱上為山手線（詳細參見各路線的條目以及「鐵道路線的名稱」），作為運行系統則分為行走電車線的環狀線山手線電車以及行走山手貨物線的埼京線和湘南新宿線，旅客資訊上各自視為不同的路線。
- 山手線：行走電車線的環狀路線 - 車站編號「JY 21」
- 埼京線：行走山手貨物線。大宮方向（北行）與川越線互相直通運行，大崎方向（南行）與臨海線互相直通運行 - 車站編號「JA 09」
- 湘南新宿線：行走山手貨物線的中距離電車。大宮方向（北行）與宇都宮線、高崎線互相直通運行，橫濱方向（南行）與東海道線、橫須賀線互相直通運行 - 車站編號「JS 18」

東京地下鐵日比谷線的終點站是北千住，並在該站與東武伊勢崎線（東武晴空塔線）直通運行至日光線南栗橋站。
依據特定都區市內制度，本站屬於「東京都區內」與「東京山手線內」。

## 歷史

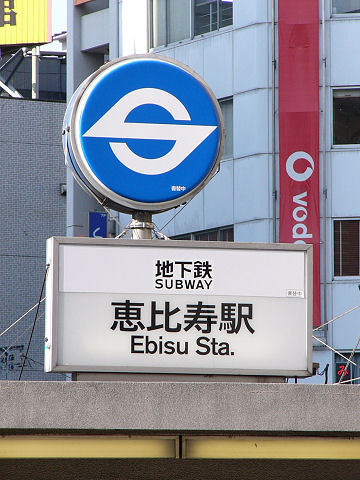
營團地下鐵時代的團章。（2004年3月）

- 1901年（明治34年）2月25日：日本鐵道貨物車站開業。為啤酒運送專用車站。
- 1906年（明治39年）
  - 10月30日：開始客運業務。
  - 11月1日：日本鐵道國有化（日语：鉄道国有法），為鐵道院車站。
- 1909年（明治42年）10月12日：制定線路名稱，屬山手線。
- 1927年（昭和2年）3月29日：玉川電氣鐵道（之後與都電合併）惠比壽站前車站開業。
- 1945年（昭和20年）5月24日：太平洋戰爭中遭受空襲，站房全毀。
- 1964年（昭和39年）3月25日：帝都高速度交通營團（營團地下鐵）日比谷線車站開業。
- 1967年（昭和42年）12月9日：都電惠比壽站前電車站廢止。
- 1974年（昭和49年）3月：營團地下鐵日比谷線車站設置自動驗票閘門。
- 1982年（昭和57年）11月15日：貨物業務廢止。同時廢止札幌啤酒東京工場專用線。
- 1987年（昭和62年）4月1日：國鐵分割民營化，成為JR東日本車站（屬山手線）。
- 1996年（平成8年）3月16日：埼京線運行區間延伸至本站[1]。當時本站附近沒有拖上線，到達4號線的列車須行駛至大崎站（當時未設月台）再折返。
- 2001年（平成13年）
  - 11月18日：JR東日本IC卡Suica啟用。
  - 12月1日：湘南新宿線開始營運。
- 2002年（平成14年）12月1日：埼京線運行區間延伸至大崎，同時與臨海線相互直通運轉。同時取消本站起訖的定期列車班次。從此JR、營團（之後的東京地下鐵）再也沒有以本站起訖的定期班次。
- 2004年（平成16年）4月1日：營團地下鐵民營化，日比谷線由東京地下鐵管轄。
- 2005年（平成17年）6月6日：札幌啤酒「惠比壽啤酒」電視廣告曲、英國電影《黑獄亡魂》（The Third Man）主題曲成為本站發車音樂。
- 2007年（平成19年）3月18日：東京地下鐵IC卡PASMO啟用。
- 2008年（平成20年）2月25日：開始進行數位看板廣告試驗。
- 2010年（平成22年）6月26日：JR集團在來線首次導入可動式月台門[2]。

### 站名由來
製造銷售惠比壽啤酒的日本麥酒釀造會社（現在的札幌啤酒）工廠（惠比壽花園廣場所在地）鄰接山手線。1901年，專門運送啤酒的貨物車站開業，依啤酒商標命名為「惠比壽」（當時寫作）。車站開設當時的地名為「下澀谷」。之後，「惠比壽」逐漸成為工廠周邊區域的地名，1928年成為正式地名與路名（「惠比壽通」）。站前的惠比壽神社也是在戰後更名。
商品名稱的「惠比壽」與惠比壽花園廣場的拼音為「YEBISU」，而地名與站名則拼為「EBISU」。

## 車站構造

### JR東日本
本站為島式月台2面4線的高架車站。月台上大部分位於車站大樓「atre惠比壽」下方，1樓設有西口、3樓設有東口。在現有站房興建以前，西口、東口都在地面，東口與月台間有天橋連通。
站內電扶梯連結付費區大廳與月台，東口出入口與付費區外大廳也設有電扶梯。電梯連接西口付費區內大廳與月台。
雖是山手線與埼京線、湘南新宿線的停車站，但規模並不大，加上山手線月台與埼京線、湘南新宿線月台並排，月台間轉乘不需花費太多時間。因此許多乘客會避開月台距離較遠的新宿站與澀谷站，選擇在本站轉乘。但要注意的是湘南新宿線的特別快速不停靠本站。
山手線月台在2010年6月26日啟用月台門，是山手線與JR東日本最早啟用的月台。
埼京線列車以本站為終點站的時期，該線各站往本站的電車資訊為「往澀谷方向惠比壽」（渋谷方面恵比寿行き）。原先3號線為乘車專用，4號線為下車專用（假日快速除外），在湘南新宿線開始營運與月台往目黑方向延伸之後，取消乘車、下車的專用設定。
札幌啤酒惠比壽工場遷移之前，本站設有貨運設施。在貨運廢止之後、埼京線延伸前的1987年至1993年左右，該設施提供假期往九州與北海道方向的人車同行列車停使用（之後改至濱松町站）。札幌啤酒惠比壽工場用地後來重新開發為現在的惠比壽花園廣場。
1995年11月導入的JR東日本傾斜式、觸控式自動售票機也選擇本站東口作為首次導入場地。導入當時由於螢幕小不易操作，之後增加實體數字鍵方便使用者輸入。另也設置同型的按鍵式自動售票機。2010年，自動售票機改為大型螢幕。

#### 月台配置
| 月台 | 路線       | 方向 | 目的地                       |
| ---- | ---------- | ---- | ---------------------------- |
| 1    | 山手線     | 外環 | 澀谷、新宿、池袋方向         |
| 2    | 山手線     | 內環 | 目黑、品川、東京方向         |
| 3    | 埼京線     | 北行 | 新宿、池袋、大宮方向         |
| 3    | 湘南新宿線 | 北行 | 大宮、宇都宮、高崎方向       |
| 4    | 埼京線     | 南行 | 大崎、臨海線、相鐵線方向     |
| 4    | 湘南新宿線 | 南行 | 橫濱、大船、小田原、逗子方向 |

（來源：JR東日本:車站構內圖 （页面存档备份，存于））

#### 發車音樂
惠比壽花園廣場所在地在過去是札幌啤酒的惠比壽工場，因此全月台採用惠比壽啤酒電視廣告曲、英國電影《黑獄亡魂》主題曲為本站發車音樂。該發車音樂在2005年6月6日以後的編曲與2004年10月21日至同年12月25日的編曲不同。

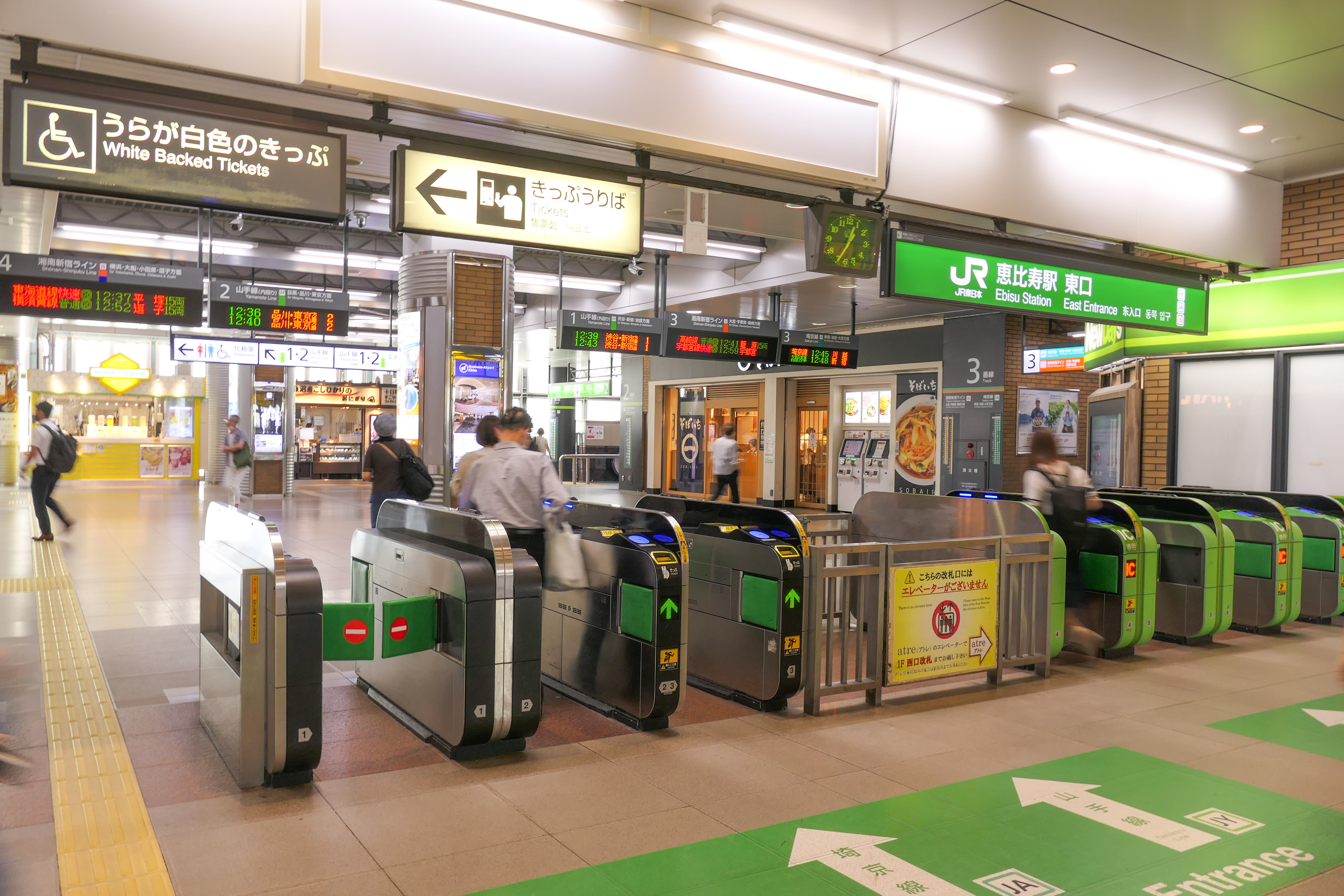
東口（2021年6月）
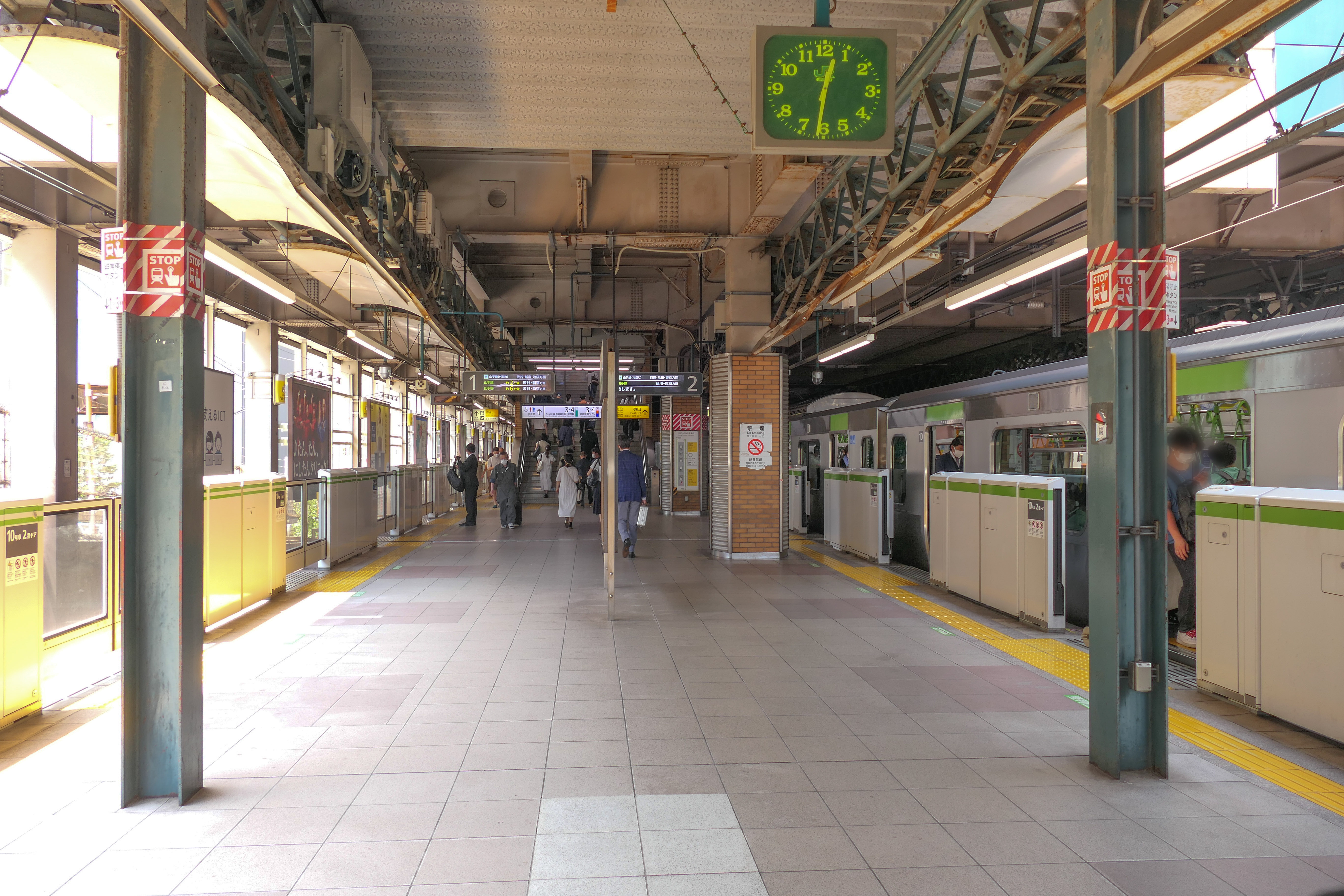
山手縣的1號與2號月台（2021年6月）
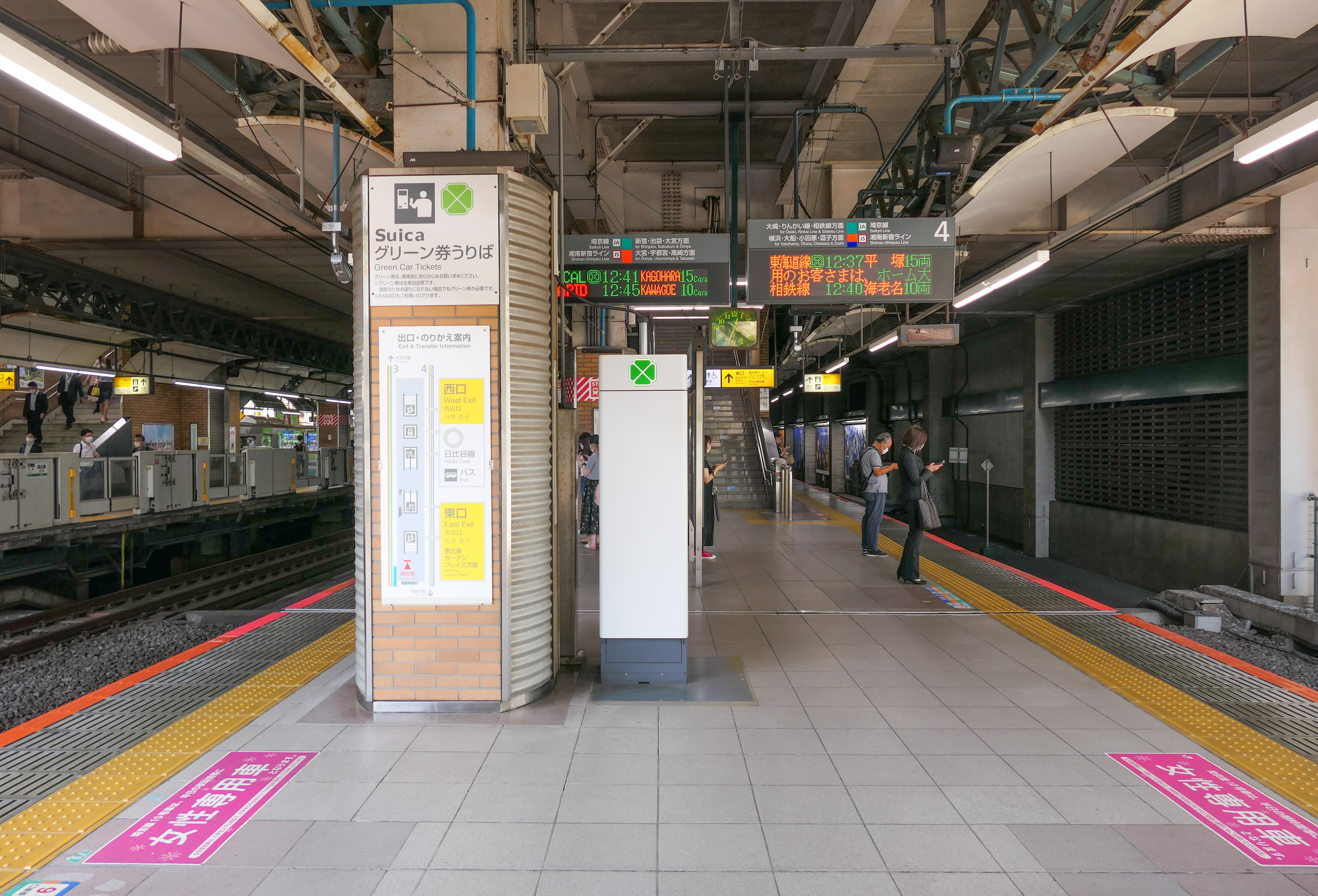
埼京線的3號與4號月台（2021年6月）

### 東京地下鐵
側式月台2面2線地下車站。由於月台位於彎道上，平時由站員進行發車指示。
電扶梯與電梯設於廣尾側剪票口附近，連通付費區大廳與月台。剪票口外大廳與1號出口之間也設有電扶梯。廣尾側剪票口外大廳有定期券售票處。

#### 月台配置
| 月台 | 路線     | 目的地                         |
| ---- | -------- | ------------------------------ |
| 1    | 日比谷線 | 往中目黑                       |
| 2    | 日比谷線 | 銀座、上野、北千住、南栗橋方向 |

（來源：東京地下鐵:構內圖 （页面存档备份，存于））
中目黑側設有剪式橫渡線。開業至1964年7月22日延伸至中目黑以前，1號線為下車月台，2號線為上車月台，列車使用該橫渡線進行折返。延伸後僅在特殊狀況下使用。

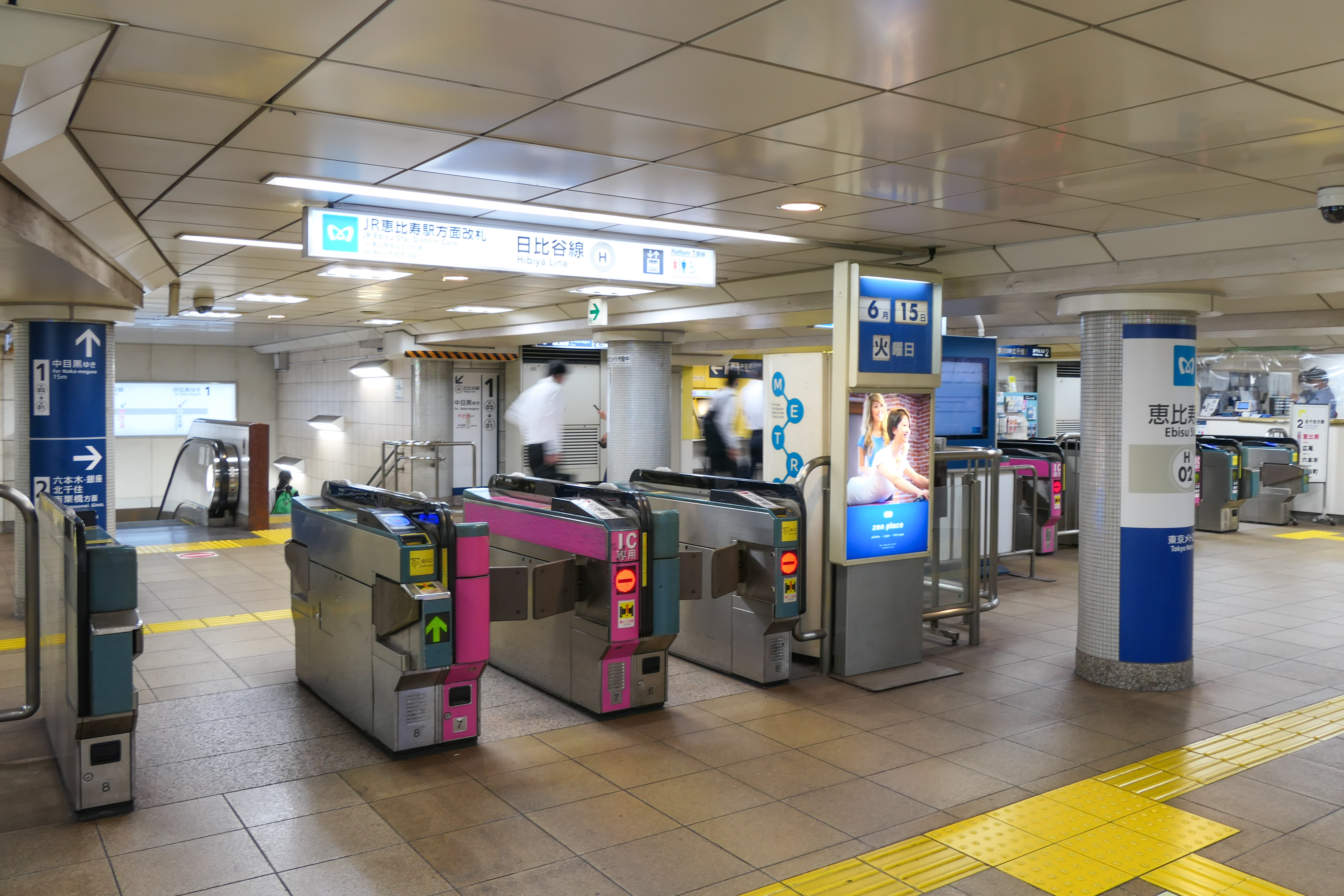
JR惠比壽站方向剪票口（2021年6月）
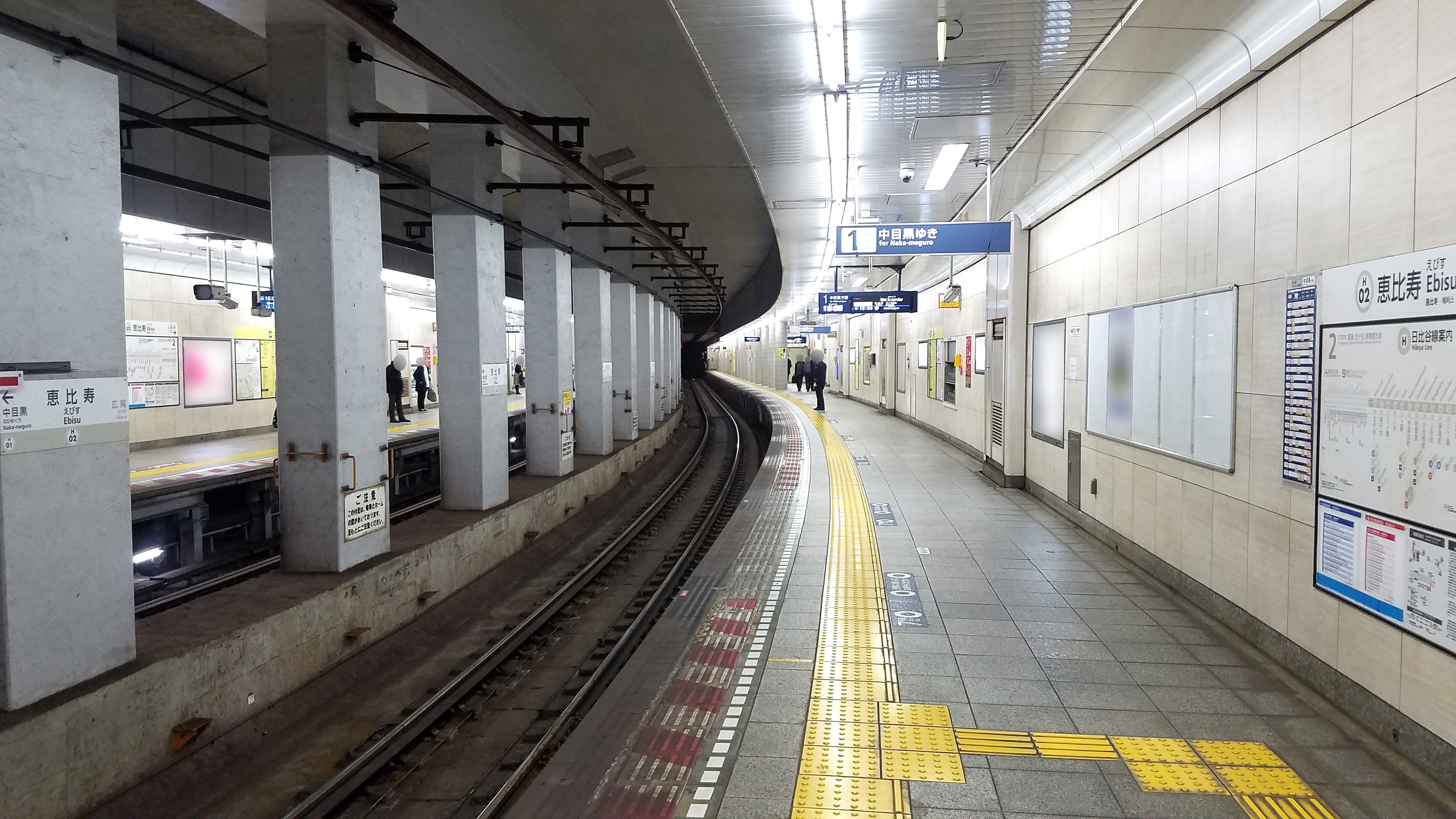
月台（2022年3月）

## 利用狀況
- JR東日本 - 2019年度1日平均上車人次為145,805人[使用人數 1]。
該公司中次於蒲田站位居第21位。
- 東京地下鐵 - 2019年度1日平均上下車人次為117,796人[使用人數 2]。
東京地下鐵全部130個車站當中名列第30位。

### 各年度1日平均上下車人次
近年1日平均上下車人次變化如下表。
| 年度               | 東京地下鐵         | 東京地下鐵 |
| 年度               | 1日平均 上下車人次 | 增長率     |
| ------------------ | ------------------ | ---------- |
| 1999年（平成11年） | 104,849            |            |
| 2000年（平成12年） | 99,899             | −4.7%      |
| 2001年（平成13年） |                    |            |
| 2002年（平成14年） |                    |            |
| 2003年（平成15年） | 93,165             | 3.0%       |
| 2004年（平成16年） | 94,325             | 1.2%       |
| 2005年（平成17年） | 97,299             | 3.2%       |
| 2006年（平成18年） | 99,683             | 2.5%       |
| 2007年（平成19年） | 105,600            | 5.9%       |
| 2008年（平成20年） | 104,056            | −1.5%      |
| 2009年（平成21年） | 100,621            | −3.3%      |
| 2010年（平成22年） | 98,876             | −1.7%      |
| 2011年（平成23年） | 95,522             | −3.4%      |
| 2012年（平成24年） | 98,217             | 2.8%       |
| 2013年（平成25年） | 104,738            | 6.6%       |
| 2014年（平成26年） | 107,471            | 2.6%       |
| 2015年（平成27年） | 111,149            | 3.4%       |
| 2016年（平成28年） | 115,726            | 4.1%       |
| 2017年（平成29年） | 118,260            | 2.2%       |
| 2018年（平成30年） | 119,939            | 1.4%       |
| 2019年（令和元年） | 117,796            | −1.8%      |

### 各年度1日平均上車人次（1900年代－1930年代）
| 年度               | 日本鐵道 / 國鐵 | 來源              |
| ------------------ | --------------- | ----------------- |
| 1901年（明治34年） | [ 備註 1 ]      |                   |
| 1907年（明治40年） | 127             | [ 東京府統計 1 ]  |
| 1908年（明治41年） | 172             | [ 東京府統計 2 ]  |
| 1909年（明治42年） | 257             | [ 東京府統計 3 ]  |
| 1911年（明治44年） | 931             | [ 東京府統計 4 ]  |
| 1912年（大正元年） | 1,058           | [ 東京府統計 5 ]  |
| 1913年（大正02年） | 1,121           | [ 東京府統計 6 ]  |
| 1914年（大正03年） | 1,077           | [ 東京府統計 7 ]  |
| 1915年（大正04年） | 1,062           | [ 東京府統計 8 ]  |
| 1916年（大正05年） | 1,464           | [ 東京府統計 9 ]  |
| 1919年（大正08年） | 3,665           | [ 東京府統計 10 ] |
| 1920年（大正09年） | 5,176           | [ 東京府統計 11 ] |
| 1922年（大正11年） | 7,330           | [ 東京府統計 12 ] |
| 1923年（大正12年） | 9,663           | [ 東京府統計 13 ] |
| 1924年（大正13年） | 10,405          | [ 東京府統計 14 ] |
| 1925年（大正14年） | 10,067          | [ 東京府統計 15 ] |
| 1926年（昭和元年） | 11,424          | [ 東京府統計 16 ] |
| 1927年（昭和02年） | 12,974          | [ 東京府統計 17 ] |
| 1928年（昭和03年） | 13,714          | [ 東京府統計 18 ] |
| 1929年（昭和04年） | 14,325          | [ 東京府統計 19 ] |
| 1930年（昭和05年） | 13,707          | [ 東京府統計 20 ] |
| 1931年（昭和06年） | 12,914          | [ 東京府統計 21 ] |
| 1932年（昭和07年） | 12,717          | [ 東京府統計 22 ] |
| 1933年（昭和08年） | 13,290          | [ 東京府統計 23 ] |
| 1934年（昭和09年） | 13,776          | [ 東京府統計 24 ] |
| 1935年（昭和10年） | 14,308          | [ 東京府統計 25 ] |

### 各年度1日平均上車人次（1953年－2000年）
近年1日平均上車人次變化如下表。
| 年度               | 國鐵 / JR東日本 | 營團   | 來源              |
| ------------------ | --------------- | ------ | ----------------- |
| 1953年（昭和28年） | 23,185          | 未開業 | [ 東京都統計 1 ]  |
| 1954年（昭和29年） | 24,278          | 未開業 | [ 東京都統計 2 ]  |
| 1955年（昭和30年） | 24,526          | 未開業 | [ 東京都統計 3 ]  |
| 1956年（昭和31年） | 26,594          | 未開業 | [ 東京都統計 4 ]  |
| 1957年（昭和32年） | 28,174          | 未開業 | [ 東京都統計 5 ]  |
| 1958年（昭和33年） | 30,276          | 未開業 | [ 東京都統計 6 ]  |
| 1959年（昭和34年） | 32,642          | 未開業 | [ 東京都統計 7 ]  |
| 1960年（昭和35年） | 34,575          | 未開業 | [ 東京都統計 8 ]  |
| 1961年（昭和36年） | 35,306          | 未開業 | [ 東京都統計 9 ]  |
| 1962年（昭和37年） | 38,044          | 未開業 | [ 東京都統計 10 ] |
| 1963年（昭和38年） | 40,769          | 10,721 | [ 東京都統計 11 ] |
| 1964年（昭和39年） | 43,990          | 10,982 | [ 東京都統計 12 ] |
| 1965年（昭和40年） | 45,929          | 15,969 | [ 東京都統計 13 ] |
| 1966年（昭和41年） | 45,458          | 16,246 | [ 東京都統計 14 ] |
| 1967年（昭和42年） | 46,549          | 17,838 | [ 東京都統計 15 ] |
| 1968年（昭和43年） | 47,499          | 19,387 | [ 東京都統計 16 ] |
| 1969年（昭和44年） | 43,889          | 20,560 | [ 東京都統計 17 ] |
| 1970年（昭和45年） | 44,701          | 23,789 | [ 東京都統計 18 ] |
| 1971年（昭和46年） | 50,008          | 26,683 | [ 東京都統計 19 ] |
| 1972年（昭和47年） | 51,241          | 29,225 | [ 東京都統計 20 ] |
| 1973年（昭和48年） | 53,030          | 29,488 | [ 東京都統計 21 ] |
| 1974年（昭和49年） | 55,940          | 31,534 | [ 東京都統計 22 ] |
| 1975年（昭和50年） | 58,156          | 32,530 | [ 東京都統計 23 ] |
| 1976年（昭和51年） | 62,307          | 33,068 | [ 東京都統計 24 ] |
| 1977年（昭和52年） | 62,808          | 33,734 | [ 東京都統計 25 ] |
| 1978年（昭和53年） | 62,942          | 32,515 | [ 東京都統計 26 ] |
| 1979年（昭和54年） | 65,011          | 32,839 | [ 東京都統計 27 ] |
| 1980年（昭和55年） | 64,290          | 33,386 | [ 東京都統計 28 ] |
| 1981年（昭和56年） | 65,332          | 34,855 | [ 東京都統計 29 ] |
| 1982年（昭和57年） | 66,110          | 35,677 | [ 東京都統計 30 ] |
| 1983年（昭和58年） | 67,648          | 36,724 | [ 東京都統計 31 ] |
| 1984年（昭和59年） | 72,186          | 38,836 | [ 東京都統計 32 ] |
| 1985年（昭和60年） | 72,964          | 39,858 | [ 東京都統計 33 ] |
| 1986年（昭和61年） | 75,655          | 41,222 | [ 東京都統計 34 ] |
| 1987年（昭和62年） | 74,601          | 41,503 | [ 東京都統計 35 ] |
| 1988年（昭和63年） | 77,814          | 43,197 | [ 東京都統計 36 ] |
| 1989年（平成元年） | 80,696          | 44,562 | [ 東京都統計 37 ] |
| 1990年（平成02年） | 82,422          | 45,537 | [ 東京都統計 38 ] |
| 1991年（平成03年） | 84,549          | 45,779 | [ 東京都統計 39 ] |
| 1992年（平成04年） | 87,592          | 45,737 | [ 東京都統計 40 ] |
| 1993年（平成05年） | 89,882          | 45,770 | [ 東京都統計 41 ] |
| 1994年（平成06年） | 99,723          | 46,816 | [ 東京都統計 42 ] |
| 1995年（平成07年） | 108,593         | 46,954 | [ 東京都統計 43 ] |
| 1996年（平成08年） | 118,063         | 48,954 | [ 東京都統計 44 ] |
| 1997年（平成09年） | 123,141         | 50,110 | [ 東京都統計 45 ] |
| 1998年（平成10年） | 127,033         | 52,123 | [ 東京都統計 46 ] |
| 1999年（平成11年） | 129,081         | 51,473 | [ 東京都統計 47 ] |
| 2000年（平成12年） | 127,967         | 49,203 | [ 東京都統計 48 ] |

### 各年度1日平均上車人次（2001年以後）
| 年度               | JR東日本 | 營團 / 東京地下鐵 | 來源              |
| ------------------ | -------- | ----------------- | ----------------- |
| 2001年（平成13年） | 123,640  | 44,290            | [ 東京都統計 49 ] |
| 2002年（平成14年） | 124,152  | 43,088            | [ 東京都統計 50 ] |
| 2003年（平成15年） | 125,839  | 45,098            | [ 東京都統計 51 ] |
| 2004年（平成16年） | 126,830  | 45,556            | [ 東京都統計 52 ] |
| 2005年（平成17年） | 131,507  | 47,378            | [ 東京都統計 53 ] |
| 2006年（平成18年） | 135,318  | 48,537            | [ 東京都統計 54 ] |
| 2007年（平成19年） | 137,826  | 51,374            | [ 東京都統計 55 ] |
| 2008年（平成20年） | 134,616  | 50,748            | [ 東京都統計 56 ] |
| 2009年（平成21年） | 132,968  | 49,400            | [ 東京都統計 57 ] |
| 2010年（平成22年） | 130,245  | 48,430            | [ 東京都統計 58 ] |
| 2011年（平成23年） | 128,555  | 47,030            | [ 東京都統計 59 ] |
| 2012年（平成24年） | 130,241  | 48,003            | [ 東京都統計 60 ] |
| 2013年（平成25年） | 133,553  | 51,419            | [ 東京都統計 61 ] |
| 2014年（平成26年） | 135,493  | 52,753            | [ 東京都統計 62 ] |
| 2015年（平成27年） | 139,882  | 54,481            | [ 東京都統計 63 ] |
| 2016年（平成28年） | 143,898  | 56,868            | [ 東京都統計 64 ] |
| 2017年（平成29年） | 145,319  | 58,186            | [ 東京都統計 65 ] |
| 2018年（平成30年） | 147,699  | 59,027            | [ 東京都統計 66 ] |
| 2019年（令和元年） | 145,805  |                   |                   |

### 備註
1. ↑  1901年2月25日開業。
2. ↑  1964年3月25日開業。開業日至1964年3月31日為止共計7日間的統計資料。

## 車站周邊
本站開業後，車站與啤酒工廠周邊開始被稱作「惠比壽」，之後成為正式地名。
- 惠比壽花園廣場 - 札幌啤酒惠比壽工廠移轉至千葉縣船橋市後再開發的複合設施。
  - 惠比壽花園廣場塔（恵比寿ガーデンプレイスタワー）
  - 惠比壽花園廣場郵便局
  - 東京都照片美術館（日语：東京都写真美術館）
  - 惠比壽啤酒紀念館
  - The Garden Hall、The Garden Room
  - 惠比壽花園電影院1、2
  - 東京威斯汀酒店（日语：ウェスティンホテル東京）
  - 惠比壽三越
  - 札幌控股（日语：サッポロホールディングス）、札幌啤酒本社、POKKA SAPPORO Food & Beverage（日语：ポッカサッポロフード&ビバレッジ）東京本社
- atre惠比壽 - 車站大樓
  - 惠比壽車站大樓內郵便局
- 惠比壽神社（日语：恵比寿神社 (渋谷区)） - 原為天津神社（通稱「大六樣」），戰後區劃整理移至現地時，向兵庫縣西宮市西宮神社勸請同名的商業之神惠比壽合祀，並更名為「惠比壽神社」。
- 澀谷城（日语：渋谷城）址
- 綜合醫院厚生中央醫院（日语：総合病院厚生中央病院）
- 東京都立廣尾醫院（日语：東京都立広尾病院）
- 東京都立廣尾高等學校（日语：東京都立広尾高等学校）
- 防衛省目黑地區（日语：防衛省目黒地区）
- 澀谷區新橋區民設施
  - 澀谷區役所（日语：渋谷区役所）新橋出張所
  - 澀谷區地域交流中心新橋
- 澀谷區東（ひがし）健康廣場
- 惠比壽站前郵便局
- 澀谷惠比壽郵便局
- 澀谷橋郵便局
- 山種美術館（日语：山種美術館）
- 日法會館（日语：日仏会館）
- 駐日捷克大使館
- 駐日克羅埃西亞大使館
- 駐日祕魯大使館
- 駐日波蘭大使館
- LIQUIDROOM ebisu
- PEACOCK STORE（日语：イオンマーケット）
- BAGEL&BAGEL（日语：BAGEL&BAGEL）

## 巴士路線

### 惠比壽站前（都營）／惠比壽站（東急）
都營巴士、東急巴士
- 1號乘車處
  - <學06> 往日赤醫療中心（日语：日本赤十字社医療センター）（經廣尾高校（日语：東京都立広尾高等学校））（都營）
- 2號乘車處
  - <澀72> 往澀谷站東口（東急）
- 3號乘車處
  - <澀72> 往五反田站（經目黑不動尊（日语：瀧泉寺））（東急）
  - <澀72> 往林試森林入口（每月28日目黑不動尊緣日，從此至不動尊門前巴士站為步行連絡。）
- 4號乘車處
  - <惠32> 往用賀站（經東京醫療中心（日语：独立行政法人国立病院機構東京医療センター）前）（東急）
  - <惠32（深夜巴士）> 往中町五丁目（東急）※僅平日運行
- 5號乘車處
  - <田87> 往澀谷站（都營）
- 6號乘車處
  - <田87> 往田町站（經白金高輪站）（都營）

### 惠比壽站東口
澀谷區社區巴士「八公巴士」（東急）
- <夕燒小燒路線> 往惠比壽花園廣場方向

### 惠比壽站入口
澀谷區社區巴士「八公巴士」（東急）
- <夕燒小燒路線> 往澀谷區役所（日语：渋谷区役所）（經代官山站、澀谷站西口）

## 其他
2005年，日本啤酒品牌惠比壽啤酒（ヱビスビール）在電視廣告使用了電影《黑獄亡魂》的主題曲，之後惠比壽車站也採用這首主題曲做為列車發車提醒音樂。

## 相鄰車站
東日本旅客鐵道
 山手線
目黑（JY 22）－惠比壽（JY 21）－澀谷（JY 20）
 埼京線
■通勤快速、■快速、■各站停車
大崎（JA 08）－惠比壽（JA 09）－澀谷（JA 10）
 湘南新宿線
■特別快速
通過
■快速、■普通
大崎（JS 17）－惠比壽（JS 18）－澀谷（JS 19）
 東京地下鐵
 日比谷線
中目黑（H 01）－惠比壽（H 02）－廣尾（H 03）

### 來源
JR、地下鐵1日平均使用人數
1. ↑  各駅の乗車人員 的存檔，存档日期2001-05-06. - JR東日本
2. ↑  各駅の乗降人員ランキング （页面存档备份，存于） - 東京メトロ

JR東日本1999年度以後的上車人次
1. ↑  各駅の乗車人員（1999年度） （页面存档备份，存于） - JR東日本
2. ↑  各駅の乗車人員（2000年度） 的存檔，存档日期2014-10-09. - JR東日本
3. ↑  各駅の乗車人員（2001年度） （页面存档备份，存于） - JR東日本
4. ↑  各駅の乗車人員（2002年度） （页面存档备份，存于） - JR東日本
5. ↑  各駅の乗車人員（2003年度） （页面存档备份，存于） - JR東日本
6. ↑  各駅の乗車人員（2004年度） （页面存档备份，存于） - JR東日本
7. ↑  各駅の乗車人員（2005年度） 的存檔，存档日期2014-10-09. - JR東日本
8. ↑  各駅の乗車人員（2006年度） （页面存档备份，存于） - JR東日本
9. ↑  各駅の乗車人員（2007年度） （页面存档备份，存于） - JR東日本
10. ↑  各駅の乗車人員（2008年度） （页面存档备份，存于） - JR東日本
11. ↑  各駅の乗車人員（2009年度） （页面存档备份，存于） - JR東日本
12. ↑  各駅の乗車人員（2010年度） 的存檔，存档日期2014-10-06. - JR東日本
13. ↑  各駅の乗車人員（2011年度） 的存檔，存档日期2014-10-08. - JR東日本
14. ↑  各駅の乗車人員（2012年度） 的存檔，存档日期2014-10-07. - JR東日本
15. ↑  各駅の乗車人員（2013年度） （页面存档备份，存于） - JR東日本
16. ↑  各駅の乗車人員（2014年度） 的存檔，存档日期2001-05-06. - JR東日本
17. ↑  各駅の乗車人員（2015年度） （页面存档备份，存于） - JR東日本
18. ↑  各駅の乗車人員（2016年度） （页面存档备份，存于） - JR東日本
19. ↑  各駅の乗車人員（2017年度） （页面存档备份，存于） - JR東日本
20. ↑  各駅の乗車人員（2018年度） （页面存档备份，存于） - JR東日本
21. ↑  各駅の乗車人員（2019年度） （页面存档备份，存于） - JR東日本

JR、地下鐵統計資料
1. ↑  各種報告書 （页面存档备份，存于） - 関東交通広告協議会
2. 1 2  渋谷区勢概要 （页面存档备份，存于） - 渋谷区
3. ↑  区勢要覧 （页面存档备份，存于） - 目黒区

東京府統計書
1. ↑  .   [2019-01-06]. （原始内容存档于2019-02-21）.
2. ↑  .   [2019-01-06]. （原始内容存档于2019-02-21）.
3. ↑  .   [2019-01-06]. （原始内容存档于2019-02-21）.
4. ↑  .   [2019-01-06]. （原始内容存档于2019-02-21）.
5. ↑  .   [2019-01-06]. （原始内容存档于2019-02-21）.
6. ↑  .   [2019-01-06]. （原始内容存档于2021-12-15）.
7. ↑  .   [2019-01-06]. （原始内容存档于2019-02-21）.
8. ↑  .   [2019-01-06]. （原始内容存档于2019-02-21）.
9. ↑  .   [2019-01-06]. （原始内容存档于2021-12-15）.
10. ↑  .   [2019-01-06]. （原始内容存档于2019-01-23）.
11. ↑  .   [2019-01-06]. （原始内容存档于2019-01-23）.
12. ↑  .   [2019-01-06]. （原始内容存档于2019-02-21）.
13. ↑  .   [2019-01-06]. （原始内容存档于2019-02-21）.
14. ↑  .   [2019-01-06]. （原始内容存档于2019-02-21）.
15. ↑  .   [2019-01-06]. （原始内容存档于2019-02-21）.
16. ↑  .   [2019-01-06]. （原始内容存档于2019-02-21）.
17. ↑  .   [2019-01-06]. （原始内容存档于2019-02-20）.
18. ↑  .   [2019-01-06]. （原始内容存档于2021-08-14）.
19. ↑  .   [2019-01-06]. （原始内容存档于2021-08-14）.
20. ↑  .   [2019-01-06]. （原始内容存档于2020-08-18）.
21. ↑  .   [2019-01-06]. （原始内容存档于2020-08-18）.
22. ↑  .   [2019-01-06]. （原始内容存档于2019-05-22）.
23. ↑  .   [2019-01-06]. （原始内容存档于2019-05-19）.
24. ↑  .   [2019-01-06]. （原始内容存档于2019-05-21）.
25. ↑  .   [2019-01-06]. （原始内容存档于2020-08-18）.

東京都統計年鑑
1. ↑  昭和28年PDF - 13ページ
2. ↑  昭和29年PDF - 10ページ
3. ↑  昭和30年PDF - 10ページ
4. ↑  昭和31年PDF - 10ページ
5. ↑  昭和32年PDF - 10ページ
6. ↑  昭和33年PDF - 10ページ
7. ↑  .   [2017-03-12]. （原始内容存档于2016-03-05）.
8. ↑  .   [2017-03-12]. （原始内容存档于2016-03-05）.
9. ↑  .   [2017-03-12]. （原始内容存档于2015-06-29）.
10. ↑  .   [2017-03-12]. （原始内容存档于2015-06-29）.
11. ↑  .   [2017-03-12]. （原始内容存档于2015-06-29）.
12. ↑  .   [2017-03-12]. （原始内容存档于2015-06-29）.
13. ↑  .   [2017-03-12]. （原始内容存档于2016-03-05）.
14. ↑  .   [2017-03-12]. （原始内容存档于2016-03-05）.
15. ↑  .   [2017-03-12]. （原始内容存档于2016-03-05）.
16. ↑  .   [2017-03-12]. （原始内容存档于2016-03-05）.
17. ↑  .   [2017-03-12]. （原始内容存档于2016-03-05）.
18. ↑  .   [2017-03-12]. （原始内容存档于2016-03-05）.
19. ↑  .   [2017-03-12]. （原始内容存档于2015-06-29）.
20. ↑  .   [2017-03-12]. （原始内容存档于2015-06-29）.
21. ↑  .   [2017-03-12]. （原始内容存档于2015-06-29）.
22. ↑  .   [2017-03-12]. （原始内容存档于2016-03-05）.
23. ↑  .   [2017-03-12]. （原始内容存档于2016-06-02）.
24. ↑  .   [2017-03-12]. （原始内容存档于2015-06-29）.
25. ↑  .   [2017-03-12]. （原始内容存档于2016-03-05）.
26. ↑  .   [2017-03-12]. （原始内容存档于2015-06-29）.
27. ↑  .   [2017-03-12]. （原始内容存档于2016-03-05）.
28. ↑  .   [2017-03-12]. （原始内容存档于2016-03-05）.
29. ↑  .   [2017-03-12]. （原始内容存档于2016-03-05）.
30. ↑  .   [2017-03-12]. （原始内容存档于2015-06-29）.
31. ↑  .   [2017-03-12]. （原始内容存档于2015-06-29）.
32. ↑  .   [2017-03-12]. （原始内容存档于2015-06-29）.
33. ↑  .   [2017-03-12]. （原始内容存档于2016-03-05）.
34. ↑  .   [2017-03-12]. （原始内容存档于2016-03-05）.
35. ↑  .   [2017-03-12]. （原始内容存档于2015-06-29）.
36. ↑  .   [2017-03-12]. （原始内容存档于2016-03-05）.
37. ↑  .   [2017-03-12]. （原始内容存档于2016-03-05）.
38. ↑  .   [2017-03-12]. （原始内容存档于2016-03-05）.
39. ↑  .   [2017-03-12]. （原始内容存档于2016-03-05）.
40. ↑  平成4年
41. ↑  平成5年
42. ↑  平成6年
43. ↑  平成7年
44. ↑  平成8年
45. ↑  .   [2017-03-12]. （原始内容存档于2016-03-04）.
46. ↑  平成10年PDF
47. ↑  平成11年PDF
48. ↑  .   [2017-03-12]. （原始内容存档于2016-03-04）.
49. ↑  .   [2017-03-12]. （原始内容存档于2016-03-04）.
50. ↑  .   [2017-03-12]. （原始内容存档于2017-07-29）.
51. ↑  .   [2017-03-12]. （原始内容存档于2017-07-29）.
52. ↑  .   [2017-03-12]. （原始内容存档于2017-07-29）.
53. ↑  .   [2017-03-12]. （原始内容存档于2017-07-29）.
54. ↑  .   [2017-03-12]. （原始内容存档于2017-07-29）.
55. ↑  .   [2017-03-12]. （原始内容存档于2017-07-29）.
56. ↑  .   [2017-03-12]. （原始内容存档于2017-07-29）.
57. ↑  .   [2017-03-12]. （原始内容存档于2016-03-26）.
58. ↑  .   [2017-03-12]. （原始内容存档于2016-03-27）.
59. ↑  .   [2017-03-12]. （原始内容存档于2016-03-25）.
60. ↑  .   [2017-03-12]. （原始内容存档于2016-03-27）.
61. ↑  .   [2017-03-12]. （原始内容存档于2016-03-22）.
62. ↑  .   [2017-03-12]. （原始内容存档于2017-07-30）.
63. ↑  .   [2018-10-22]. （原始内容存档于2018-11-09）.
64. ↑  .   [2018-10-22]. （原始内容存档于2019-05-02）.
65. ↑  .   [2020-07-28]. （原始内容存档于2019-12-03）.
66. ↑  .   [2020-07-28]. （原始内容存档于2020-08-04）.

## 外部連結
- 車站資訊（惠比壽）：東日本旅客鐵道
- 惠比壽/H02 | 路線・車站資訊 | 東京地下鐵